# Абахас
Абахас (ісп. Abajas) — муніципалітет в Іспанії, у складі автономної спільноти Кастилія-і-Леон, у провінції Бургос. Населення — 26 осіб (2010).

## Географія
Муніципалітет розташований на відстані близько 250 км на північ від Мадрида, 31 км на північ від Бургоса.

### Клімат
| Клімат Абахаса          | Клімат Абахаса | Клімат Абахаса | Клімат Абахаса | Клімат Абахаса | Клімат Абахаса | Клімат Абахаса | Клімат Абахаса | Клімат Абахаса | Клімат Абахаса | Клімат Абахаса | Клімат Абахаса | Клімат Абахаса | Клімат Абахаса |
| Показник                | Січ.           | Лют.           | Бер.           | Квіт.          | Трав.          | Черв.          | Лип.           | Серп.          | Вер.           | Жовт.          | Лист.          | Груд.          | Рік            |
| Середній максимум, °C   | 6,7            | 8,9            | 12,0           | 13,3           | 17,2           | 22,0           | 26,4           | 26,7           | 22,9           | 16,5           | 10,7           | 7,6            | 15,9           |
| Середня температура, °C | 2,7            | 4,1            | 6,3            | 7,8            | 11,4           | 15,2           | 18,7           | 18,9           | 15,7           | 10,9           | 6,2            | 3,9            | 10,2           |
| Середній мінімум, °C    | −1,2           | −0,6           | 0,6            | 2,2            | 5,6            | 8,4            | 11,0           | 11,1           | 8,5            | 5,3            | 1,6            | 0,3            | 4,4            |
| Днів з опадами          | 8              | 8              | 6              | 9              | 10             | 6              | 4              | 4              | 5              | 8              | 8              | 9              | 85             |
| ----------------------- | -------------- | -------------- | -------------- | -------------- | -------------- | -------------- | -------------- | -------------- | -------------- | -------------- | -------------- | -------------- | -------------- |
| Джерело: www.yr.no      |                |                |                |                |                |                |                |                |                |                |                |                |                |

## Населені пункти
На території муніципалітету розташовані такі населені пункти: (дані про населення за 2010 рік)
- Абахас: 26 осіб
- Барсена-де-Буреба: 0 осіб

## Демографія
Динаміка населення (INE ):